# San Antonio (Loja)
San Antonio ist eine Ortschaft und eine Parroquia rural („ländliches Kirchspiel“) im Kanton Paltas der ecuadorianischen Provinz Loja. Die Parroquia besitzt eine Fläche von 35,34 km². Die Einwohnerzahl lag im Jahr 2010 bei 1091.

## Lage
Die Parroquia San Antonio  liegt am Westrand der Anden im Südwesten von Ecuador. Der 1120 m hoch gelegene Hauptort San Antonio befindet sich knapp 8 km nordnordwestlich des Kantonshauptortes Catacocha. 
Die Parroquia San Antonio grenzt im äußersten Norden an die Parroquia Buenavista (Kanton Chaguarpamba), im Nordosten an die Parroquia Olmedo (Kanton Olmedo), im Südosten und im Süden an das Municipio von Catacocha sowie im Westen an die Parroquias Yamana und Cangonamá.

## Orte und Siedlungen
In der Parroquia gibt es neben dem Hauptort folgende Comunidades:
- El Pico
- Granadillo
- Garrochamba
- Santa Fe
- Santo Domingo
- Sacapianga
- San Francisco

Ferner gibt es noch die Recintos Polero und La Chorrera.

## Geschichte
Die Parroquia San Antonio wurde am 12. Oktober 1988 gegründet.